# Lijst van versies van Internet Explorer
Dit artikel bevat een lijst van alle versies van de webbrowser Internet Explorer van 1995 tot het heden. Versies voor andere besturingssystemen dan Windows en Windows Phone worden niet getoond.

## Uitgavegeschiedenis voor Internet Explorer op Windows
| Kleur  | Betekenis                                 |
| ------ | ----------------------------------------- |
| Roze   | Oude testversie, niet ondersteund         |
| Rood   | Oude versie, niet ondersteund             |
| Oranje | Oude versie, uitsluitend extended support |
| Geel   | Oude versie, ondersteund                  |
| Groen  | Huidige versie                            |
| Paars  | Testversie                                |
| Blauw  | Toekomstige versie                        |

- Service Packs zijn niet in de lijst opgenomen, tenzij daarin belangrijke wijzigingen voorkomen.

| Major-versie | Minor-versie                                      | Datum             | Belangrijke wijzigingen | Onderdeel van                                       |
| ------------ | ------------------------------------------------- | ----------------- | --- | --------------------------------------------------- |
| Versie 1     | 1.0                                               | Augustus 1995     | Eerste uitgave. | Plus! voor Windows 95                               |
| Versie 1     | 1.5                                               | Januari 1996      | Compatibel met Windows NT 3.5. |                                                     |
| Versie 2     | 2.0 bèta                                          | Oktober 1995      | Ondersteuning voor HTML-tabellen en andere elementen. |                                                     |
| Versie 2     | 2.0                                               | November 1995     | SSL, cookies, VRML en nieuwsgroepen. | Windows NT 4.0 Windows 95 OSR1 Internet Starter Kit |
| Versie 2     | 2.01                                              | Onbekend          | Bugfixuitgave. |                                                     |
| Versie 3     | 3.0 alfa 1                                        | Maart 1996        | Verbeterde ondersteuning voor HTML-tabellen, frames en andere elementen. |                                                     |
| Versie 3     | 3.0 alfa 2                                        | Mei 1996          | Ondersteuning voor VBScript en JScript. |                                                     |
| Versie 3     | 3.0 bèta 2                                        | Juli 1996         | Ondersteuning voor CSS en Java. |                                                     |
| Versie 3     | 3.0                                               | Augustus 1996     | Stabiele versie. | Windows 95 OSR 2                                    |
| Versie 3     | 3.01                                              | Oktober 1996      | Bugfixrelease. |                                                     |
| Versie 3     | 3.02                                              | Maart 1997        | Bugfixrelease. |                                                     |
| Versie 3     | 3.03                                              | 1997              | Bugfixrelease. |                                                     |
| Versie 4     | 4.0 bèta 1                                        | April 1997        | Verbeterde ondersteuning voor CSS en Microsoft DOM. |                                                     |
| Versie 4     | 4.0 bèta 2                                        | Juli 1997         | Verbeterde ondersteuning voor HTML en CSS. |                                                     |
| Versie 4     | 4.0                                               | September 1997    | Verbeterde ondersteuning voor HTML en CSS. | Windows 95 OSR 2.5                                  |
| Versie 4     | 4.01                                              | November 1997     | Bugfixrelease. | Windows 98                                          |
| Versie 5     | 5.0 bèta 1                                        | Juni 1998         | Ondersteuning voor CSS2. |                                                     |
| Versie 5     | 5.0 bèta 2                                        | November 1998     | Ondersteuning voor bi-directional text, Ruby-tekens, XML/XSL en meer CSS-instellingen. |                                                     |
| Versie 5     | 5.0                                               | Maart 1999        | Stabiele versie. Laatste versie met ondersteuning voor Windows 3.x en Windows NT 3.x. | Windows 98 SE                                       |
| Versie 5     | 5.01                                              | November 1999     | Bugfixrelease. | Windows 2000                                        |
| Versie 5     | 5.5 bèta 1                                        | December 1999     | Verbeterde ondersteuning voor CSS. Kleine aanpassingen aan ondersteuning voor frames. |                                                     |
| Versie 5     | 5.5                                               | Juli 2000         | Stabiele release. Laatste versie met ondersteuning voor Windows 95. | Windows Me                                          |
| Versie 5     | 5.6                                               | Augustus 2000     | Versie voor Windows Whistler build 2257. | Windows Whistler                                    |
| Versie 6     | 6.0 bèta 1                                        | Maart 2001        | Verbeterde CSS-ondersteuning en bugfixes om beter aan de W3C-voorwaarden te voldoen. Toevoeging van Smart tag. |                                                     |
| Versie 6     | 6.0                                               | 27 augustus 2001  | Stabiele release. Smart tag verwijderd. | Windows XP                                          |
| Versie 6     | 6.0 SP1                                           | 9 september 2002  | Bugfixrelease. Laatste versie met ondersteuning voor Windows NT 4.0, 98, Me en 2000. | Windows XP SP1                                      |
| Versie 6     | 6.0 SP2                                           | 25 augustus 2008  | Bugfixrelease. Pop-up/ActiveX-blocker. Add-on-manager. | Windows XP SP2 Windows Server 2003 SP1              |
| Versie 6     | 6.0 SP3                                           | 21 april 2008     | Laatste update, inbegrepen in Windows XP SP3. Ondersteuning is geëindigd op 8 april 2014. | Windows XP SP3                                      |
| Versie 7     | 7.0 bèta 1                                        | 27 juli 2005      | Ondersteuning voor PNG-alfakanalen, CSS-bugfixes, getabd browsen, Extended Validation Certificate. Phishingfilter. | Windows Vista bèta 1                                |
| Versie 7     | 7.0 bèta 2 Preview                                | 31 januari 2006   | Verbeterde CSS-ondersteuning. Webfeedplatformintegratie. Nieuwe GUI. |                                                     |
| Versie 7     | 7.0 bèta 2                                        | 24 april 2006     | Verbeterde compatibiliteit en CSS-ondersteuning. |                                                     |
| Versie 7     | 7.0 bèta 3                                        | 29 juni 2006      | Verbeterde CSS-ondersteuning. |                                                     |
| Versie 7     | 7.0 RC 1                                          | 24 augustus 2006  | Verbeterde prestaties, stabiliteit, veiligheid, compatibiliteit en verbeterde CSS-ondersteuning. |                                                     |
| Versie 7     | 7.0                                               | 18 december 2006  | Stabiele versie. Momenteel nog uitsluitend ondersteund op Windows Embedded voor Point of Service (WEPOS). | Windows Vista                                       |
| Versie 8     | 8.0 bèta 1                                        | 5 maart 2008      | CSS 2.1. Accelerators. Web Slices. Tabisolatie en DEP-bescherming standaard ingeschakeld. Automatisch crashherstel. Verbeterde phishing- en malwarebescherming (SmartScreen-filter). Gebruik 6 HTTP-server voor verbeterde webervaring. |                                                     |
| Versie 8     | 8.0 bèta 2                                        | 27 augustus 2008  | CSS 2.1-bugfixes. InPrivate-browsing. Slimme adresbalk. Zoeksuggesties. Tabs kleuren naar groep. | Windows 7 pre-bèta                                  |
| Versie 8     | 8.0 Pre-RC 1                                      | 11 december 2008  | CSS-bugfixes. Verbeterde Developer Tools. Aanpassingen in compatibiliteitsmodus. Verbeterd favorietenbeheer en andere aanpassingen aan de UI. | Windows 7 bèta                                      |
| Versie 8     | 8.0 RC1                                           | 26 januari 2009   | CSS-bugfixes. Kleine aanpassingen in favorietenbeheer en zoekbalk. |                                                     |
| Versie 8     | 8.0                                               | 19 maart 2009     | Stabiele release. Laatste versie met ondersteuning voor Windows XP. Momenteel nog uitsluitend ondersteund op Windows Embedded en Windows Thin PC. | Windows 7                                           |
| Versie 9     | 9.0 Platform Preview 1 v1.9.7745.6019             | 16 maart 2010     | Ondersteuning voor CSS3 en SVG en een nieuwe JavaScriptengine genaamd Chakra. |                                                     |
| Versie 9     | 9.0 Platform Preview 2 v1.9.7766.6000             | 5 mei 2010        | Verbeterde ondersteuning voor functies van SVG, HTML5, DOM. Ondersteuning voor CSS3. Betere JavaScript-prestaties. |                                                     |
| Versie 9     | 9.0 Platform Preview 3 v1.9.7874.6000             | 23 juni 2010      | HTML5-audio, -video, canvas-tag en WOFF. |                                                     |
| Versie 9     | 9.0 Platform Preview 4 v1.9.7916.6000             | 4 augustus 2010   | Integratie van de JavaScript-engine in de kern van de browser. |                                                     |
| Versie 9     | 9.0 bèta & 9.0 Platform Preview 5 v1.9.7930.16406 | 15 september 2010 | Nieuwe UI, downloadmanager, nieuwe-tabpagina, zoeken met adresbalk. notificatiebalk, add-on-prestatiesadviseur. |                                                     |
| Versie 9     | 9.0 Platform Preview 6 v1.9.8006.6000             | 28 oktober 2010   | CSS3-2D-transformaties en semantische HTML5-tags. |                                                     |
| Versie 9     | 9.0 Platform Preview 7 v1.9.8023.6000             | 17 november 2010  | Verbeterde JavaScript-prestaties. |                                                     |
| Versie 9     | 9.0 RC & 9.0 Platform Preview 8 v1.9.8080.16413   | 10 februari 2011  | Aangepaste prestaties, InPrivate Filtering hernoemd naar Tracking Protection, kleine aanpassing aan de gebruikersinterface, ondersteuning voor meer webstandaarden, de optie om de tabbladen onder de adresbalk weer te geven en andere aanpassingen. Ondersteuning voor geolocatie gespecifieerd door de W3C Geolocation API. |                                                     |
| Versie 9     | 9.0                                               | 14 maart 2011     | Aangepaste performantie, InPrivate Filtering hernoemd naar Tracking Protection, kleine aanpassing aan de gebruikersinterface, ondersteuning voor meer webstandaarden, de optie om de tabbladen onder de adresbalk weer te geven en andere aanpassingen. Laatste versie met ondersteuning voor Windows Vista. Momenteel nog uitsluitend ondersteund op Windows Vista en Windows Server 2008. |                                                     |
| Versie 10    | 10.0 Platform Preview 1 v2.10.1000.16394          | 12 april 2011     | Ondersteuning voor CSS3-multi-kolom, CSS3-kleurverlopen, flexibele CSS3-blok-lay-out, CSS3-grid-lay-out en ES5-strict-modus. |                                                     |
| Versie 10    | 10.0 Platform Preview 2 v2.10.1008.16421          | 29 juni 2011      | Ondersteuning voor Positioned Floats, CSS-stylesheet-limiet verhoogd, CSSOM Floating Point Value-ondersteuning, verbeterde hit-testing-API's, Media Query Listeners, HTML5: ondersteuning voor asynchrone attributen voor scriptelementen, HTML5-slepen en -neerzetten, HTML5-bestands-API, HTML5 Sandbox, HTML5 Web Workers, en enkele webprestatie-API's. |                                                     |
| Versie 10    | 10.0 Developer Preview v10.0.8102.0               | 13 september 2011 | Ondersteuning voor Windows 8, CSS3-transformaties, CSS-tekstschaduw, SVG-filtereffecten, spellingscontrole, aurocorrectie, lokale opslag met IndexedDB en HTML5 Applicatie Cash, websockets, HTML5-geschiedenis en InPrivate-tabbladen. | Windows 8 Developer Preview                         |
| Versie 10    | 10.0 Developer Preview v10.0.8103.0               | 29 november 2011  | Ondersteuning voor cross origin resource sharing, bestand-API-schrijver, JavaScript-typvelden, CSS-gebruikerselectie, HTML5-video-ondertiteling, verbeterde Quirks mode. |                                                     |
| Versie 10    | 10.0 Consumer Preview v10.0.8250.0                | 29 februari 2012  | Cross-Origin Resource Sharing (CORS) voor XMLHttpRequest, CSS-eigenschap -ms-user-select, CSS3-eigenschap font-feature-settings voor toegang tot geavanceerde OpenType-kenmerken, HTML5 BlobBuilder-API en nieuwe API's om bestanden op te slaan en te openen. HTML5-trackelement voor HTML5-video's, Quirks mode, JavaScript Typed Arrays, metatag om gebruikers te waarschuwen dat de site de ActiveX-add-on vereist die enkel beschikbaar is op de desktopversie van IE10, legacy-graphics is verwijderd van IE10's standaardmodus, aanpassingen om laatste HTML5-WebSocket-API te ondersteunen en meer. | Windows 8 Consumer Preview                          |
| Versie 10    | 10.0 Release Preview v10.0.8400.0                 | 31 mei 2012       | Verwijdert App Switch-knop, integratie van een touch-vriendelijke Adobe Flash Player, verbeterde UI voor zoekresultaten, Flip Ahead en Do Not Track standaard aan. | Windows 8 Release Preview                           |
| Versie 10    | 10.0                                              | 4 september 2012  | Stabiele release. Momenteel nog uitsluitend ondersteund op Windows Server 2012 en Windows Embedded 8 Standard. | Windows 8                                           |
| Versie 11    | 11.0 Preview v11.0.9431.0                         | 26 juni 2013      | Verbeterde ondersteuning voor HTML5 en CSS3. WebGL en SPDY ondersteuning. Nieuwe interface in Modern UI, nieuwe ontwikkelaarshulpmiddelen. | Windows 8.1 Preview                                 |
| Versie 11    | 11.0 Release Preview v11.0.9600.16384             | 18 september 2013 | Downloadlijst in Modern UI-weergave. Gebaren in desktopversie. Verbeterde ondersteuning voor HTML5 en CSS3. Ondersteuning van WebGL en SPDY. Tabsynchronisatie. Nieuwe ontwikkelaarshulpmiddelen. Nieuwe Modern UI-interface. Adresbalk en tabbladen vastmaken in Modern UI. |                                                     |
| Versie 11    | 11.0 v11.0.9600.16384                             | 17 oktober 2013   | Leesweergave, Modern UI toont nu hint naar optiebalken, bugfixes. | Windows 8.1                                         |
| Versie 11    | 11.0.7 v11.0.9600.17031                           | 8 april 2014      | Enterprise Mode, nieuwe functies in de ontwikkelaarshulpmiddelen, verbeterde ondersteuning voor WebGL en ECMAScript 5.1. | Windows 8.1 Update                                  |
| Versie 11    | 11.0.11 v11.0.9600.17239                          | 12 augustus 2014  | Nieuwe functies in de ontwikkelaarshulpmiddelen, verbeterde ondersteuning voor WebGL, basis voor latere WebDriverondersteuning. |                                                     |